# Souvenirs de Marnie
Souvenirs de Marnie (思い出のマーニー, Omoide no Mānī) est un film d’animation japonais du studio Ghibli coécrit et réalisé par Hiromasa Yonebayashi, sorti au Japon le 19 juillet 2014. L'histoire est inspirée du roman When Marnie Was There de Joan G. Robinson.
Le film suit Anna Sasaki qui séjourne chez des parents éloignés de sa mère adoptive dans une ville des zones humides de Kushiro, à Hokkaido. Anna tombe sur un manoir abandonné situé à proximité, où elle rencontre Marnie, une fille mystérieuse qui lui demande de promettre de garder leurs secrets pour tout le monde. Au fil de l'été, Anna passe plus de temps avec Marnie et apprend la vérité sur sa famille et sa famille d'accueil.
Souvenirs de Marnie constitue la dernière œuvre de l'animatrice du Studio Ghibli, Makiko Futaki, décédée en mai 2016. C'est également le dernier film que Yonebayashi a réalisé pour Ghibli avant de partir et de rejoindre le Studio Ponoc. Le film reçoit des critiques positives de la part des critiques, louant son animation, sa musique, ses interprètes vocaux et son histoire émouvante. Il sort en salles le 19 juillet 2014, et en Blu-ray et DVD au Japon le 18 mars 2015. Il est nommé pour l'Oscar du meilleur film d'animation lors de la 88e cérémonie des Oscars, prix remporté par Vice-versa.

## Synopsis
Anna, une jeune fille solitaire et timide, a perdu sa famille très jeune et vit avec ses parents adoptifs. Malgré son talent prometteur de dessinatrice, elle peine à s'intégrer auprès de ses camarades dans la grande ville où elle habite. Son asthme s’aggrave et sa mère adoptive décide d'envoyer Anna à la campagne pour l'été, chez des parents à elle : Setsu et Kiyomasa Oiwa, qui vivent près de la mer au nord de Hokkaidō. C'est une belle aventure d'été qui commence pour Anna quand elle découvre une grande demeure construite au cœur des marais, non loin du village. Cette maison inhabitée, appelée « La Maison des Marais » par les habitants, semble avoir quelque chose de familier pour la jeune fille. Il lui semble d'ailleurs que la maison est habitée. Kiyomasa prétend qu'elle est hantée.
Un soir, Anna prend une barque pour rejoindre à marée haute la villa. Là, elle est accueillie par Marnie, la jeune fille de la maison, qui a le même âge qu'elle. Toutes deux commencent à se voir en cachette des domestiques de Marnie et des hôtes d'Anna, le plus souvent de nuit à marée haute. Un soir, Marnie introduit Anna dans une soirée que donne ses parents à la villa. Bien que très bien accueillie par les invités, Anna ressent comme ailleurs le besoin de s'isoler. Elle observe avec anxiété un jeune homme inviter Marnie à danser. Celle-ci lui apprend que ce jeune homme, Kazuhiko, est son ami d'enfance.
Marnie n'ayant pas le droit de quitter le marais, Anna la rejoint toujours de son côté, et elles commencent à échanger leurs secrets. Marnie se plaint des domestiques qui la maltraitent en absence de ses parents, qui de leur côté la délaissent. Anna, elle, parle de sa mère adoptive, qu'elle appelle "ma tante" : elle a découvert il y a peu que celle-ci et son mari touchent de l'argent de l'état pour l'éduquer, et que l'anxiété de cette tutrice tient au fait que si un malheur arrivait à Anna, elle perdrait l'argent versé. Toutes deux trouvent que l'autre a une vie grandement préférable à la sienne, mais cela les rapproche encore plus.
Un jour, sur les berges du marais, Anna rencontre Hisako, une peintre âgée qui semble très attirée par la villa des marais. Celle-ci lui explique qu'autrefois, elle et la jeune fille de la villa étaient très amies, et qu'elle veut peindre une dernière vision de la villa avant qu'elle ne soit entièrement rénovée. Effectivement, des ouvriers travaillent déjà au ravalement des façades ; Anna s'étant approchée de la villa de jour, elle est interpelée par Sayaka, la fille des nouveaux propriétaires, qui la prend pour... Marnie. Elle a souvent vu Anna rôder autour de la maison, et pense qu'elle est Marnie, de retour pour voir son ancienne chambre, dans laquelle s'est installée Sayaka.
Anna explique à Sayaka que Marnie n'existe pas : elle s'est inventée cette amie dans ses rêves, dans lesquels elle la rejoint pour se sentir mieux. Sayaka lui montre alors le journal de Marnie, qu'elle a trouvé au fond d'un tiroir dans sa chambre. Toutes deux s'interrogent : si Anna ne fait que rêver de Marnie, comment se fait-il que celle-ci ait pu exister à cet endroit précis ? Les dernières pages du journal ont été arrachées, et Sayaka décide de les retrouver pour élucider ce mystère.
Le soir suivant, Anna rejoint à nouveau Marnie. Celle-ci lui raconte comment les domestiques l'avaient conduite un jour au vieux silo, un soir d'orage, pour l'y enfermer afin de la terroriser. Anna pousse alors Marnie à aller au silo afin d'exorciser ses peurs. Sur le chemin, elles croisent Sayaka, qui interpelle Anna : elle a trouvé les dernières pages du journal. Anna préfère continuer à suivre Marnie. Dans le silo, elle la retrouve au dernier étage, morte de peur, alors qu'un orage commence à gronder. Marnie commence à appeler Anna du nom de Kazuhiko, ce qui effraie celle-ci de plus en plus. Alors qu'Anna et Marnie se blottissent l'une contre l'autre pour se réchauffer, Anna s'endort. Kazuhiko vient alors chercher Marnie pour la ramener chez elle.
Lorsqu'Anna se réveille, Marnie a disparu. Folle d'inquiétude, elle repart en pleine tempête vers les marais, mais s'évanouit en tombant. C'est Sayaka et son frère, partis à sa recherche après avoir lu les dernières pages du journal, qui la retrouvent et la ramènent chez les Oiwa, brûlante de fièvre. Dans son lit, Anna rêve de Marnie, qu'elle rejoint une dernière fois à la villa des marais. Celle-ci lui demande de lui pardonner de l'avoir abandonnée, se justifiant par le fait qu'elle et Anna n'étaient pas là au même moment, ce qu'Anna finit par accepter.
Une fois guérie, Anna rend visite à Hisako avec Sayaka. Hisako lui raconte alors l'histoire de Marnie, son amie d'enfance. Marnie, maltraitée par les domestiques et délaissée par ses parents étant petite, finit par épouser son ami d'enfance Kazuhiko et fonder une famille. Malheureusement, son mari meurt d'une longue maladie et Marnie, hospitalisée dans un sanatorium, doit se séparer de sa fille Emilie en l'envoyant en pension. À son retour de convalescence, Marnie retrouve Emilie, mais celle-ci l'a rejetée et leur relation n'est guère familiale. Emilie finit par quitter sa mère pour épouser son petit ami, alors qu'elle est déjà enceinte. Tous deux se tuent quelques années plus tard dans un accident de voiture, et leur fille est laissée à la garde de sa grand-mère, qui malgré ses efforts pour élever l'enfant seule, finit elle-aussi par mourir peu après.
La mère adoptive d'Anna les rejoint pour la fin de l'été, avant de ramener sa pupille en ville. Elle apprécie de voir qu'Anna s'est épanouie et s'est fait de nombreux amis dans le village. Elle avoue à sa fille que l'argent donné par l’État pour son éducation n'a rien d'important à ses yeux, et qu'elle traiterait Anna de la même façon sans celui-ci. Elle donne enfin à Anna une photographie que la petite avait lorsqu'elle leur a été confiée : celle-ci appartenait à sa grand-mère, et Anna ne voulait pas la lâcher. Anna reconnait sur l'image la villa des marais, et comprend alors que Marnie était sa propre grand-mère, et que tous ses rêves et ses souvenirs venaient des histoires que Marnie lui racontait lorsqu'elle était bébé.

## Personnages
- Anna Sasaki (佐々木杏奈, Sasaki Anna?) est une jeune fille de 12 ans. Elle souffre de crises d'asthme et d'angoisse qui la coupent de ses camarades et du monde alentour. Elle n'a pas d'amis et est plutôt critique vis-à-vis des personnes qui l'entourent. Adoptée très jeune après la mort de ses parents, elle ne sait rien de ses origines. Elle aime beaucoup dessiner et possède un grand talent pour le croquis.
- Marnie (マーニー, Mānī?) est une jeune fille mystérieuse de l'âge d'Anna. Elle semble être son parfait opposé, physiquement comme mentalement, mais en réalité, elle se révèle rapidement être la seule fille avec qui Anna arrive à s'entendre. Une grande amitié naîtra très rapidement entre elles.
- Sayaka (彩香?)[2] est la nouvelle habitante du manoir. Il s'agit d'une petite fille d'une dizaine d'années, joyeuse et aidante, qui sera d'un grand secours à la fois dans la résolution du mystère qu'est Marnie et pour Anna.
- Hisako (久子?) est une peintre âgée passionnée par le manoir des marais.
- Lady (老婦人, Roufujin?)
- Yoriko Sasaki (佐々木頼子, Sasaki Yoriko?) est la mère adoptive d'Anna. Elle adore sa fille adoptive, mais son caractère est très angoissé et elle s'inquiète énormément pour elle. Anna a pour elle des mots très durs au début du film.
- Kiyomasa Oiwa (大岩清正, Oiwa Kiyomasa?) est un parent de Yoriko. C'est un artisan très bavard et insouciant, qui adore les histoires de fantômes.
- Setsu Oiwa (大岩セツ, Oiwa Setsu?) est la femme de Kiyomasa. C'est une femme un peu forte et enjouée, passionnée par son potager. Tout comme son mari, elle accepte avec simplicité et chaleur Anna, sans chercher à la surprotéger et sans jamais la gronder.
- Nanny (ばあや, Baaya?) est la gouvernante de Marnie. C'est une femme assez revêche et autoritaire, qui maltraite moralement la petite fille.
- Toichi (十一?) est un vieux pêcheur un peu mutique.
- Doctor Yamashita (山下医師, Yamashita Ishi?) est le médecin qui conseille à Yoriko d'envoyer Anna à la campagne.
- Neighborhood Association Officer (町内会役員, Chounaikai Yakuin?)
- Art Teacher (美術教師, Bijutsu Kyoushi?) est l'enseignant d'art d'Anna à l'école. Il n'apparaît que très brièvement au tout début du film.
- Kazuhiko est l'ami d'enfance de Marnie. Il est très attentionné envers elle et la connaît depuis l'enfance. Il se mariera avec Marnie quelques années plus tard.

## Fiche technique
- Titre original : 思い出のマーニー (Omoide no Mānī)

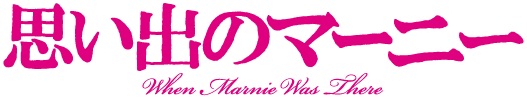
Logo japonais du film.

- Titre français : Souvenirs de Marnie
- Titre anglais : When Marnie Was There
- Réalisation : Hiromasa Yonebayashi
- Scénario : Keiko Niwa, Masashi Andō et Hiromasa Yonebayashi, d'après le roman de Joan G. Robinson
- Son : Koji Kasamatsu
- Photographie : Atsushi Okui
- Direction artistique : Yohei Taneda
- Conception des personnages : Masashi Andō
- Musique : Takatsugu Muramatsu
- Production : Yoshiaki Nishimura et Toshio Suzuki
- Sociétés de production : studio Ghibli, Walt Disney Studios Entertainment
- Société de distribution : Tōhō
- Budget : 1,15 milliard ¥
- Pays d’origine : Japon
- Langue originale : japonais
- Format : couleurs
- Genre : Animation
- Durée : 103 minutes
- Dates de sortie :
  - Japon : 19 juillet 2014
  - France : 14 janvier 2015
  - Suisse : 28 janvier 2015

## Distribution

### Voix japonaises
- Sara Takatsuki : Anna Sasaki
- Kasumi Arimura : Marnie
- Hana Sugisaki : Sayaka
- Hitomi Kuroki : Hisako
- Ryōko Moriyama : femme âgée
- Nanako Matsushima : Yoriko Sasaki
- Susumu Terajima : Kiyomasa Oiwa
- Toshie Negishi : Setsu Oiwa
- Kazuko Yoshiyuki : Nanny
- Ken Yasuda : Toichi
- Yo Oizumi : docteur Yamashita
- Takuma Otoo :
- Hiroyuki Morisaki : professeur d'art

### Voix françaises
- Adeline Chetail : Anna Sasaki
- Emmylou Homs : Marnie
- Patrick Borg : Père de Marnie
- Anne Rondeleux : Mère de Marnie
- Josiane Pinson : Setsu
- Anne Deleuze : Hisako
- Alix Schmidt : Yoriko
- Pauline Brunner : Sayaka
- Pierre Dourlens : Kiyomasa
- Juliette Poissonnier : Nobuko
- Joëlle Fossier : Mademoiselle Kadoya
- Jérôme Cachon : Yamashita

## Production
Le roman original de Joan G. Robinson avait déjà été cité par Hayao Miyazaki comme l'un de ses romans pour enfants préférés. Hiromasa Yonebayashi s'est vu confier le projet par le producteur de Ghibli Toshio Suzuki, qui lui a demandé de changer le cadre de l'histoire pour le Japon. Yonebayashi trouve l'histoire émouvante, mais il a « pensé qu'il serait très difficile de la visualiser sous forme de film » et a d'abord refusé le poste. Son intérêt se ravive par la suite et il commence à concevoir de nouveaux éléments pour l'histoire, comme la caractérisation d'Anna en tant qu'artiste. Bien que le cadre ait été modifié, il est décidé de conserver l'apparence de Marnie, blonde et aux yeux bleus, bien que Miyazaki s'oppose à cette décision. Selon le producteur de Ghibli, Yoshiaki Nishimura, Miyazaki a jugé l'utilisation du personnage de Marnie « tout à fait désuète et ringarde » pour promouvoir le film, bien que Nishimura ait précisé qu'attirer l'attention des gens avec son apparence n'avait jamais été leur intention.
Yonebayashi souhaite que le film soit encourageant pour les enfants japonais qui se sentent seuls et isolés, et espère que « lorsqu'ils verront Marnie, ils pourront peut-être faire un petit pas en avant ». L'accent est mis sur les mouvements et les arrière-plans très détaillés des personnages, ainsi que sur la description des détails de l'expérience d'Anna dans l'environnement,. La « La Maison des Marais », qui est au centre de l'histoire, est conçue par Yohei Taneda, à qui Yonebayashi a demandé « de [la] dessiner comme s'il s'agissait d'un autre personnage qui veille sur Anna ». Taneda a repéré des bâtiments à Hokkaido pour s'en inspirer.

## Accueil

### Box-office
Le film est sorti le 19 juillet 2014 sur 461 écrans. En deux jours, le film génère 379 millions de yens. Fin août 2014, le film génère plus de 3,2 milliards de yens.
À la suite de ces mauvais résultats (Le vent se lève avait rapporté 12 milliards de yens) et de l'échec du précédent film du studio, Le Conte de la princesse Kaguya, Toshio Suzuki annonce en août 2014 que le studio Ghibli fait une pause dans la production de nouveaux films d'animation.
Le film sort dans les salles françaises le 14 janvier 2015. Il attire un peu plus de 50 000 spectateurs la première semaine.

### Critiques
Souvenirs de Marnie reçoit des critiques positives. Sur le site d'agrégation de critiques Rotten Tomatoes, le film détient un taux d'approbation de 91 %, sur la base de 99 critiques, avec une note moyenne de 7,47/10. Le consensus critique du site est le suivant : « Souvenirs de Marnie est suffisamment beau visuellement et narrativement pour être recommandé, même s'il n'est pas tout à fait aussi magique que les plus grandes œuvres du Studio Ghibli ». Sur Metacritic, le film détient un score de 72 sur 100, sur la base de 22 critiques, indiquant des « critiques généralement favorables ».

## Nominations
- Oscars 2016 : Meilleur film d'animation